# Franz Fukarek

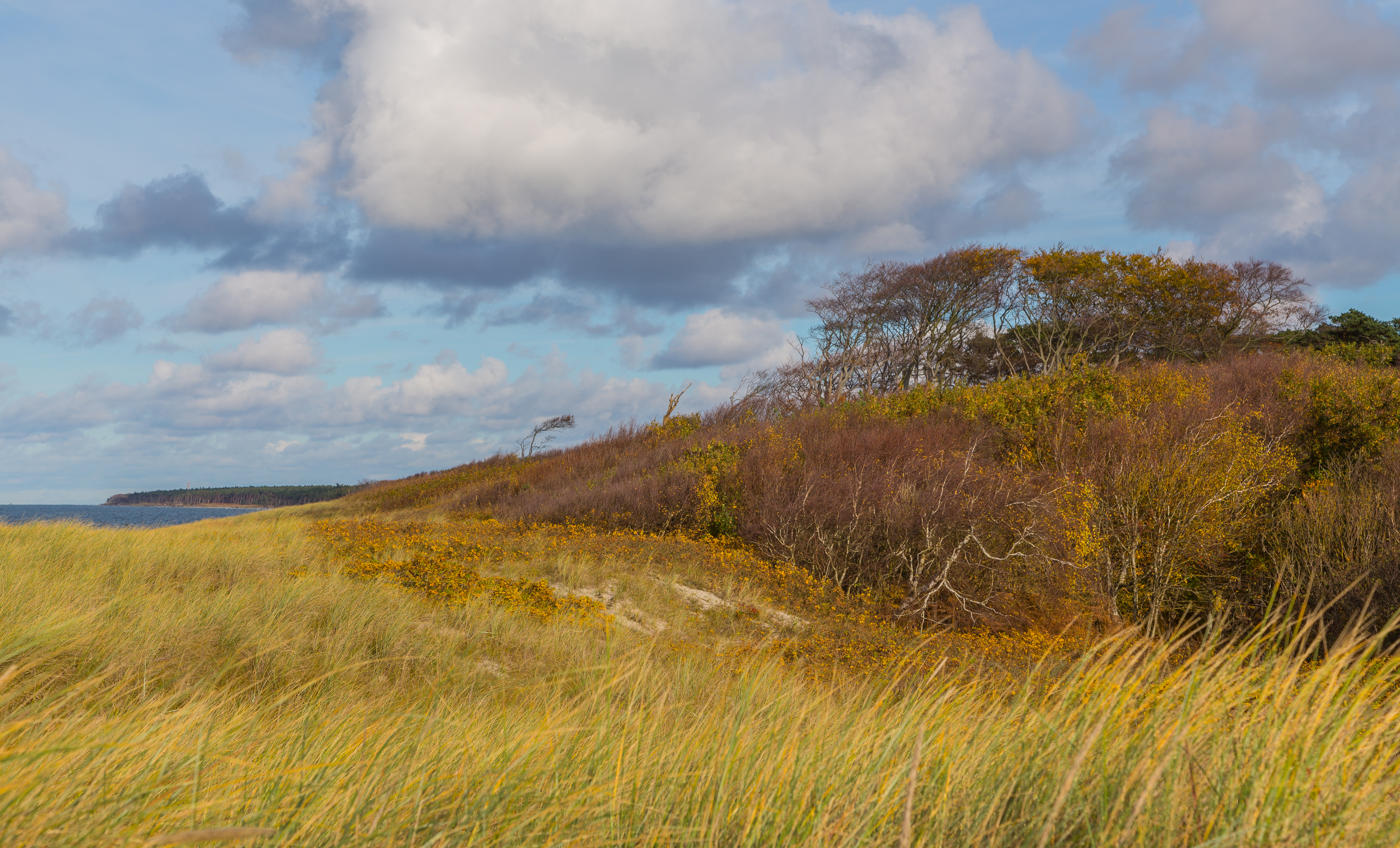
Wydmy na półwyspie Darß, obszarze badań fitosocjologicznych Franza Fukarka

Franz Fukarek (ur. 21 stycznia 1926 w Rumburku, zm. 12 maja 1996 w Gryfii) – botanik niemiecki, znany przede wszystkim z prac fitosocjologicznych i geobotanicznych.

## Dane biograficzne
Studiował na Uniwersytecie w Halle. W latach 1949–1953 był tamże asystentem Hermanna Meusela. Od 1953 był asystentem Wernera Rothmalera w Gryfii. Habilitację uzyskał w 1960 na podstawie rozprawy o roślinności i historii roślinności Darßu. Od 1969 zajmował stanowisko profesora zwyczajnego na Uniwersytecie w Gryfii.

## Osiągnięcia naukowe
Po śmierci Wernera Rothmalera w r. 1962 Franz Fukarek objął kierownictwo zespołu badawczego, który zajmował się kartowaniem fitosocjologicznym północnej części ówczesnej Niemieckiej Republiki Demokratycznej. Koordynował zestawianie czerwonych list zagrożonych gatunków roślin. Opisał pewną liczbę nowych syntaksonów, na przykład klasę Charetea Fukarek ex Krausch, 1964 [syn. Charetea intermediae F. Fukarek, 1961]. Podsumowaniem wyników prac florystycznych prowadzonych przez około 50 lat była flora Meklemburgii-Pomorza Przedniego, której był pierwszym autorem.

## Wybrane publikacje
- Die Vegetation des Darß und ihre Geschichte (1961)[6]
- Termini phytosociologici linguis Germanica et Bohemica et Polonica expressi (Fukarek, Jasnowski & Neuhäusl, 1964)[11]
- Pflanzensoziologie (1965)[12]
  - Wydanie polskie: Fitosocjologia (1967)[13]
- Rote Liste der gefährdeten Höheren Pflanzen von Mecklenburg (1985[14], 1991[15])
- Flora von Mecklenburg-Vorpommern. Farn- und Blütenpflanzen (Fukarek & Henker, 2006)[9]